# 反芻症候群
反芻症候群，又稱為反芻障礙或反芻症，是一種慢性蠕動障礙，其特徵是在進食後，腹部周圍的肌肉因不自主的收縮，而導致大多數食物都會不費力的從體內逆流出來。與典型嘔吐不同，這種反芻過程並不會伴隨著嘔吐、噁心、胃灼熱、氣味或腹痛，而且反芻出來的食物是未被消化的。歷史上記錄的資料顯示，這種障礙通常僅影響嬰兒、幼兒和具有認知障礙的人（在各種心智障礙患者中，其患病率高達10％）。然而，近年來越來越多的健康青少年和成年人也被診斷出患有這種疾病，儘管醫師、患者和一般大眾對這種狀況的認識仍然相對缺乏。
反芻症候群呈現多種不同的表現方式，特別是在沒有心智障礙的典型成年患者和具有心智障礙的成年患者之間存在明顯的對比。類似其他腸胃障礙，反芻可能對個人的正常功能和社交生活產生不良影響。它已與憂鬱症有關聯。
有關反芻症候群在其他健康個體中的綜合數據相對較少，因為大多數人對他們的疾病較為保密，而且由於反芻症候群和其他胃和食道疾病（例如胃潰瘍和暴食症）之間的症狀和臨床相似性，常常被誤診神經性暴食症。這些症狀包括食道和牙釉質受酸侵蝕、口臭、營養不良、嚴重體重減輕和食欲不振。個體可能在攝取食物後的一分鐘內開始反芻，完整的攝取和反芻循環可能模擬暴食和嘔吐的症狀，類似暴食症。
反芻症候群的診斷是非侵入性的，基於個體的病史。治療前景樂觀，有超過85%的患者對治療呈現正向反應，包括嬰兒和心智障礙的人。

## 徵兆與症狀
儘管症狀的數量和嚴重程度因個體而異，但在進食開始後總是存在食物的重複反芻（稱為反芻）。在某些個體中，反芻的量較小，發生在攝取後的長時間內，可以重新咀嚼和吞嚥。在其他人中，反芻的量可能是膽汁性的並且持續時間短，必須排出。雖然有些人只在某些正餐後才會出現症狀，但大多數在任何時間攝取食物後都會發作，無論是一小口還是一頓大餐。然而，一些長期患者可能會發現某些食物或飲料不會引發反應。
與典型的嘔吐不同，反芻通常被描述為毫不費力和非強迫性的。在食物排出之前很少有噁心的感覺，而且未消化的食物缺乏胃酸和膽汁的苦澀味道和氣味。
症狀可能在進食後的任何時間點到兩小時內開始顯現。然而，更常見的範圍是在一頓餐食後的三十秒到一小時之間。反芻的內容物變得酸性時，症狀通常會停止。
日常生活中還描述了腹痛（38.1%）、排便不規則或便秘（21.1%）、噁心（17.0%）、腹瀉（8.2%），脹氣感（4.1%）和牙齒蛀牙（3.4%）等症狀普遍存在。這些症狀不一定在反芻發作期間佔主導地位，可以在任何時候發生。體重減輕通常被觀察到（42.2%），平均減重9.6公斤，並且在疾病未經長時間診斷的情況下更為常見，盡管這可能是由於營養缺乏所致，這種缺乏通常是由症狀引起的結果。憂鬱症也與反芻症候群有關聯，但其對反芻症候群的影響尚不清楚。
牙齒的酸侵蝕可能是反芻的一個特徵，同樣，口臭（口氣惡臭）也可能出現。

## 病因
反芻症候群的病因目前尚不清楚。然而，研究已經在假設的病因和患有該疾病的患者的病史之間找到了一定的相關性。在嬰兒和認知能力受損的個體中，通常將這種疾病歸因於父母和照顧者的過度刺激和不足刺激，使個體由於缺乏或過度的外部刺激而尋求自我滿足和自我刺激。該疾病也常常歸因於一場疾病發作，個體近期壓力的時期，以及藥物變化。
在成年人和青少年中，假設的病因通常可以歸納為兩大類：習慣誘發和創傷誘發。習慣誘發的個體通常有暴食症或有意的反芻經驗（例如魔術師和職業反芻者），雖然最初是自我誘發的，但形成了一種潛意識的習慣，可以在受影響的個體無法控制的情況下繼續表現。創傷誘發的個體描述了一種情感或身體上的傷害（例如最近的手術、心理壓力、腦震盪、家庭中的死亡等），通常發生在反芻的發作之前數月。

## 病理生理學
反芻症候群是一種理解尚不充分的障礙，有多種理論推測引起反芻的機制，這是這種障礙獨特的症狀。雖然目前尚未形成有共識的理論，但有些理論比其他理論更為顯著且被廣泛發表。
最廣泛記錄的機制是進食引起胃擴張，隨後是腹部壓迫和下食道括約肌（LES）的同時放鬆。這創造了胃和口咽之間的共同腔，使部分消化的物質能夠返回口腔。有幾種對下食道括約肌突然放鬆的解釋。其中一種解釋是這是一種學習的自願放鬆，這在患有或曾患有暴食症的人中很常見。儘管這種放鬆可能是自願的，但反芻的整個過程通常仍然是無意識的。由於腹內壓力而引起的放鬆是另一種提出的解釋，這將使腹部壓迫成為主要機制。第三種是打嗝反射的一種適應，這是最常描述的機制。在反芻之前立即吞嚥空氣會引起打嗝反射的觸發，觸發LES的放鬆。患者通常描述在反芻之前有一種類似打嗝開始的感覺。

## 診斷
反芻症候群的診斷基於對個體完整病史的詳細瞭解。昂貴且侵入性的研究，如胃十二指腸壓力測定和食道pH測試，是不必要的，並且通常會導致誤診。根據典型觀察到的特徵，提出了診斷反芻症候群的多個標準。主要症狀，即最近攝入食物的反芻，必須一致，至少出现六次;過去幾個月的六個星期內發生。反芻必須在完成一頓進食後的30分鐘內開始。患者可能會咀嚼反芻的物質或吐掉它。症狀必須在90分鐘內停止;，或者當反芻的物質變得酸性時。症狀不能是機械性梗阻的結果，並且不應胃食管反流病的標準治療產生反應。
在成年人中，診斷得到支持是基於不存在經典或結構性腸胃系統疾病。支持性標準包括反芻物的味道不酸或酸性，通常無味，是毫不費力的，或者最多是在打嗝感覺之前，在反芻之前沒有嘔吐，而且這個動作不伴隨噁心或胃灼熱感。
患有反芻症候群的患者在被正確診斷之前通常會在2.75年內看診約五位醫生。

### 鑑別診斷
成年人的反芻症候群是一種複雜的障礙，其症狀可能模仿其他多種腸胃食道障礙和疾病。暴食症和胃排空遲緩在誤診的反芻症候群中尤為常見。
在成年人中，尤其是在青少年中，暴食症是在他們經歷反芻症候群時最常見的誤診。這是由於對外界觀察者而言，症狀與「進食後嘔吐」相似，而在長期患者中，這可能包括攝入大量食物以抵銷營養不良，以及不願意暴露他們的狀況和症狀。雖然有人認為反芻與暴食症有關聯，但與暴食症不同，反芻不是自我造成的。患有反芻症候群的成年人和青少年通常很清楚他們症狀逐漸讓他們開始營養不良，但無法控制這種反射。相比之下，患有暴食症的人故意誘發嘔吐，很少重新吞嚥下食物。
胃排空遲緩是另一種常見的誤診。與反芻症候群類似，患有胃排空遲緩的患者在進食後經常會吐出食物。不同於反芻，胃排空遲緩導致進食後（相對於反芻的反流）數小時內，胃中的食物被嘔吐出來，這些食物並未進一步消化。這種嘔吐發生在進食後數小時，先是伴隨噁心和嘔吐，具有典型嘔吐物的苦澀或酸味。

### 分類
反芻症候群是一種影響胃和食道功能的狀態，也被稱為功能性胃十二指腸疾患。在有飲食障礙病史的患者中，反芻症候群被歸為與暴食症和異食癖等飲食障礙並列，這些本身被歸類為非精神病性心理障礙。在大多數沒有心智障礙的健康青少年和成年人中，反芻症候群被視為一種運動障礙，而不是一種飲食障礙，因為這些患者往往對其發生沒有控制，並且沒有飲食障礙的病史。

## 治療和預後
目前對反芻症候群還沒有已知的治癒方法。質子泵抑制劑和其他藥物使用效果有限或幾乎無效。對於嬰兒和智力正常的成人和青少年，治療方式是不同的。在嬰兒和智障成人中，行為和輕微的厭惡療法已被證實對大多數病例產生改善效果。厭惡療法包括將反芻行為與負面結果聯繫起來，並獎勵良好的行為和進食。當個體開始進行其反芻行為的運動或呼吸模式時，在舌頭上放一些酸或苦的味道是厭惡療法中常見的方法，盡管一些較舊的研究主張使用捏擠的方法。對於智力正常的患者來說，反芻並不是一種故意的行為，通常使用横膈膜呼吸來抵抗再次反芻的衝動。在給予安慰、解釋和習慣逆轉的同時，患者被教導在正常的反芻期間以及之前如何使用隔膜進行呼吸。類似的呼吸模式也可用於防止正常的嘔吐。通過這種方法呼吸，實際上可以防止腹部肌肉收縮以排出胃內物質。
在一項對54名青少年患者進行初始治療後10個月的隨訪研究中，支持性治療和膈肌呼吸已顯示在56%的病例中取得改善，並在額外的30%中完全消除症狀。成功應用這種技術的患者通常會立即感受到健康狀況的明顯改善。過去曾患有暴食症或故意誘發嘔吐的個人由於強化的行為，改善的機會較小。由於該技術需要複雜的時機和專注力，因此不適用於嬰兒或幼兒。大多數嬰兒在一年內或經過厭惡療法後會擺脫這種障礙。

## 流行病學

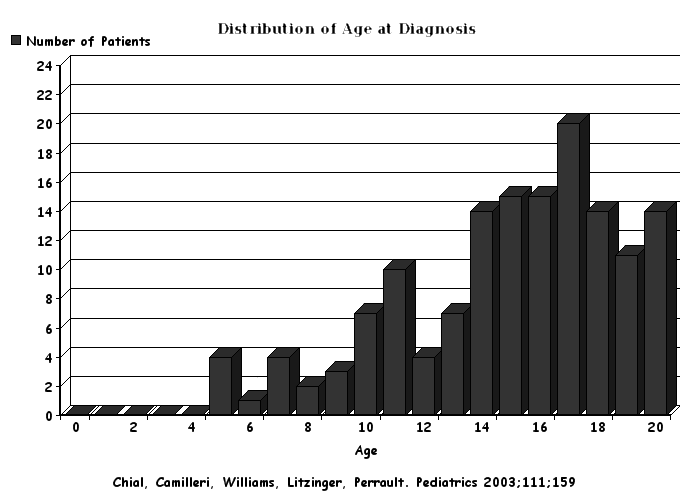
診斷時的年齡分佈

反芻症候群最初被記錄為影響新生兒、嬰兒、兒童以及具有心智和功能障礙（認知障礙）的個體。後來人們意識到它發生在所有年齡和認知能力的男性和女性中。
在具有認知障礙的人群中，反芻症候群在嬰兒（約佔人口的6-10%）和住院成年人（約佔8-10%）中幾乎有相等的發生率。在嬰兒中，它通常發生在出生後的3-12個月內。
反芻症候群在一般人口中的發生情況尚未明確。有時會將反芻描述為罕見，但也有說法認為它並不罕見，而是很少被認識到。這種病症在女性中更為普遍。典型的青少年發病年齡為12.9歲，誤差為0.4歲（±），男性比女性更早受影響（男性為11.0±0.8，女性為13.8±0.5）。
有關反芻症候群在遺傳影響方面的影響，證據很少。

## 歷史
“反芻”一詞源於拉丁語詞彙ruminare，意思是反芻食物。反芻症候群最早在古代有描述，亞里士多德的著作中提到過。醫學上首次記載反芻症候群的是意大利解剖學家Fabricus ab Aquapendente於1618年，他在描述了一位患者的症狀。
在19世紀，早期的一個反芻症候群病例是法國醫師夏尔-爱德华·布朗-塞加尔的案例，他因為對自己進行實驗而患上了這種病症。作為評估和測試胃對不同食物的酸反應的方法，這位醫生會吞下用繩子綁著的海綿，然後故意將其反芻以分析其中的內容。由於這些實驗，這位醫生最終因為反射性地習慣性地反芻食物。
在20世紀之前存在大量的案例報告，但受當時的方法和思維方式的影響很大。到了20世紀初，逐漸顯示出反芻以各種方式呈現，對各種條件作出反應。儘管當時仍被認為是嬰兒和認知障礙的一種疾病，但嬰兒和成年人之間的表現差異已經被充分確立。
自20世紀初以來，對於在其他方面健康的成年人中進行反芻研究的情況變得越來越少，而隨後出現了大多數針對精神健康患者分析該症候群的已發表報告。起初，成年人的反芻被描述並視為一種良性狀態。但現在對此有了不同的描述。隨著越來越多的人因症狀而前來求診，患者基數逐漸增加，但醫學界和普通大眾對這種情況的認識仍然有限。

## 在其他動物中
動物如牛、山羊和長頸鹿等反芻動物，嚼動反芻被視為正常行為。這些動物被稱為反芻動物。儘管這種行為被稱為反芻，但與人類的反芻症候群無關，而是正常的行為。與人類相似的非自願反芻行為曾在大猩猩和其他靈長類動物中被描述。袋鼠这样大足类动物等有袋動物也會反芻、重新咀嚼和重新吞咽食物，但這些行為對它們正常的消化過程並非必需，並且不像反芻動物那樣可預測，因此與“真正的反芻”相對應被稱為“反芻症”。

## 外部連結
- 兒科 - 反芻症候群 （页面存档备份，存于）- 梅奥诊所。該網站提供了有關該疾病對兒童的影響的概述。
- 反芻症候群 （页面存档备份，存于）- Web MD。提供了該病的一般概述。